# Ioan Mihuț
Ioan Mihuț (n. 1 martie 1953) este un deputat român în legislatura 1990-1992, ales în județul Prahova pe listele partidului FSN.